# 블랙 크리스마스 (1974년 영화)
《블랙 크리스마스》(Black Christmas)는 캐나다에서 제작된 밥 클락 감독의 1974년 범죄, 공포, 미스터리, 스릴러 영화이다. 올리비아 핫세 등이 주연으로 출연하였고 밥 클락 등이 제작에 참여하였다.

## 출연

### 주연
- 올리비아 핫세
- 케어 둘리

### 조연
- 마곳 키더
- 존 색슨
- 마리언 왈드맨
- 안드리아 마틴
- 제임스 에드몬드
- 더그 맥그라스
- 아트 힌들
- 마이클 래포트
- 레슬리 카슨

## 기타
- 배역: 카렌 해저드